# Destiny's Child
Destiny's Child var en R&B- og pop-gruppe, der var aktiv imellem 1997 og 2005. Gruppen udgjordes oprindeligt af fire medlemmer, men kom sidenhen til at bestå af tre medlemmer; Beyoncé Knowles, Kelly Rowland og Michelle Williams. Ifølge World Music Awards var Destiny's Child alle tiders bedst sælgende pigegruppe. Billboard har også rangeret gruppen som en af alle tiders største musikalske trioer. Ifølge deres pladeselskab, World Music/Columbia Records, solgte gruppen gennem hele deres sangkarriere omkring 60 millioner albums verden over, hvilket ikke inkluderer deres singler og DVD salg.
Den 12. juni 2005 annoncerede gruppen i Barcelona, at de ikke længere ville optræde sammen efter afslutningen af den daværende igangværende tour og at de hver især ville forfølge deres egne individuelle solo-karrierer i musik, teater, tv og film. Sammen har de også sunget til Michael Jacksons 30 års jubilæum. Destiny`s Child startede allerede deres karriere i 1990, og blev købt af Columbia Records i 1996 med navnet Destiny`s Child.

## Diskografi
- Destiny's Child (1998)
- The Writing's on the Wall (1999)
- Survivor (2001)
- 8 Days of Christmas (2001)
- Destiny Fulfilled (2004)